# Erik Carrasco
Erik Carrasco (Osorno, Región de Los Lagos, 18 de mayo de 1983) es un baloncestista chileno que juega en la posición de base. Ha formado parte de la selección de Chile y actualmente juega en el Deportivo Valdivia de la Liga Nacional de Básquetbol de Chile.

## Trayectoria deportiva

### Clubes
| Club                      | País  | Año             |
| ------------------------- | ----- | --------------- |
| Provincial Osorno         | Chile | 2002 - 2005     |
| Deportes Ancud            | Chile | 2006            |
| Provincial Osorno         | Chile | 2006 - 2007     |
| Boston College            | Chile | 2008 - 2014     |
| Tinguiririca San Fernando | Chile | 2014            |
| Colo-Colo                 | Chile | 2014 - 2015     |
| Deportivo Valdivia        | Chile | 2015 - 2018     |
| Universidad de Concepción | Chile | 2018 - 2019     |
| Puente Alto               | Chile | 2019 - 2023     |
| Deportivo Valdivia        | Chile | 2023 - Presente |

## Selección nacional
Carrasco llegó a ser capitán de la selección de básquetbol de Chile. Jugó en siete ediciones del Campeonato Sudamericano de Baloncesto y fue parte del equipo que obtuvo la medalla de plata en el torneo de baloncesto masculino de los Juegos Suramericanos de 2014. 

## Palmarés
- Deportivo Valdivia: 
  - Campeón Liga Nacional de Básquetbol (1): 2015-2016
- Colo-Colo:
  - Campeón Copa Chile del Basquetbol (1): 2015
  - Campeón Liga Nacional de Básquetbol (1): 2014-2015
- Provincial Osorno: 
  - Campeón DIMAYOR (4): 1999, 2000, 2004, 2006-2007